# Cheillé
Cheillé é uma comuna francesa na região administrativa do Centro, no departamento Indre-et-Loire. Estende-se por uma área de 45,81 km². Em 2010 a comuna tinha 1 820 habitantes (densidade: 39,7 hab./km²).